# جون ولز (سياسي كندي)
جون ولز هو سياسي كندي، ولد في 28 سبتمبر 1772. انتخب عضو مجلس نواب نوفا سكوتيا.